# Luis Ocaña (zápasník)
Luis Ocaña Zulueta  (* 3. ledna 1955) je bývalý kubánský zápasník, volnostylař. V roce 1980 na olympijských hrách v Moskvě vypadl v kategorii do 52 kg ve druhém kole a obsadil tak dělené třinácté místo. V roce 1978 vybojoval bronz na mistrovství světa a v roce 1979 stříbro na Panamerických hrách.